# Morti nel 1041
| Questa pagina contiene informazioni ricavate automaticamente dalle voci biografiche con l'ausilio del template Bio e di un bot. L'aggiornamento è periodico e automatico e ricostruisce completamente la pagina. Se manca una persona in questa lista, sei pregato di non aggiungerla, ma accertati piuttosto che la sua voce biografica contenga il template Bio e che i dati anagrafici siano correttamente compilati. Se il template Bio manca, inseriscilo tu stesso o, in alternativa, metti l'avviso {{tmp\|Bio}} che ne segnala la mancanza. Se i dati riportati sono sbagliati, correggi direttamente la voce biografica; le modifiche saranno visibili in questa lista entro pochi giorni. Per chiarimenti vedi il progetto biografie. La lista contiene solo le 12 persone che sono citate nell'enciclopedia e per le quali è stato implementato correttamente il template Bio. Pagina aggiornata al 18 mag 2025. |

- 4 febbraio - Fujiwara no Kintō, poeta giapponese (n. 966)
- 28 luglio - Dietmar II di Salisburgo, arcivescovo cattolico tedesco
- 8 agosto - Malik Ayaz, militare georgiano
- 12 agosto - Urraca Garcés di Navarra, principessa
- 10 dicembre - Michele IV il Paflagone, imperatore bizantino (n. 1010)
- Akazome Emon, poetessa giapponese
- Tancredi d'Altavilla, nobile normanno
- Pietro Deljan, nobile bulgaro
- Eadulf III di Bernicia, conte
- Domenico Flabanico, doge
- Hovhannes-Smbat, sovrano armeno
- Ottone II di Mâcon, conte (n. 999)